# فیلوته اونه‌دی
فیلوته اونه‌دی (به فرانسوی: Philothée O'Neddy) شاعر، رمان‌نویس و منتقد تئاتر قرن نوزدهم میلادی اهل فرانسه است.